# Schubladenaffäre
Als Schubladenaffäre wurde 1993 ein politischer Skandal in Schleswig-Holstein bezeichnet. Er wurde durch das Geständnis des schleswig-holsteinischen Sozialministers Günther Jansen (SPD) ausgelöst, er habe dem Auslöser der Barschel-Affäre, Reiner Pfeiffer, insgesamt 40.000 bis 50.000 DM in bar geschenkt (es gibt bzgl. der Summe widersprüchliche Angaben). Im Verlauf der Affäre musste unter anderem der damalige schleswig-holsteinische Ministerpräsident und Bundesvorsitzende der SPD Björn Engholm zurücktreten, der auch als Kanzlerkandidat für die Bundestagswahlen 1994 vorgesehen war.

## Hintergrund
Im Jahr 1987/88 erschütterte die Barschel-Affäre Schleswig-Holstein und die gesamte Bundesrepublik Deutschland. Dieser Skandal kam durch die Äußerungen des Journalisten und ehemaligen Barschel-Mitarbeiters Reiner Pfeiffer gegenüber dem Spiegel ins Rollen. 
Dies führte Behauptungen Pfeiffers zufolge unter anderem dazu, dass dieser keine Anstellung mehr fand. Seiner Einlassung folgend habe dies Jansen dazu veranlasst, die eingetretene Notlage durch Geldspenden zu lindern. Er habe daraufhin bei verschiedenen Persönlichkeiten des politischen Lebens um eine milde Gabe gebeten. Das Geld, das er dabei einnahm, habe er bei sich zu Hause in seiner Küchenschublade aufbewahrt und Pfeiffer bei zwei Treffen in einem Briefumschlag über den damaligen SPD-Pressesprecher Klaus Nilius übergeben lassen. Jansen reagierte mit diesem Geständnis auf die Veröffentlichung eines Stern-Interviews mit einer ehemaligen Lebensgefährtin Pfeiffers, in dem diese sich über solche Zahlungen geäußert hatte.

## Untersuchungsausschuss
Die oppositionelle CDU vermutete ganz andere Motive hinter den Zahlungen – dass nämlich Pfeiffer aus Kreisen der schleswig-holsteinischen SPD als Agent Provocateur gegen Barschel eingesetzt gewesen sein könnte. Auf ihren Antrag wurde ein parlamentarischer Untersuchungsausschuss eingerichtet. Das war der „Zweite Kieler Untersuchungsausschuß“, der auch „Schubladen-Ausschuss“ genannt wurde. Dieser sollte die Verbindungen zwischen Reiner Pfeiffer, der SPD, der SPD-geführten Landesregierung und ihren jeweiligen Mitarbeitern aufklären. Insbesondere sollten Geldzuwendungen an Pfeiffer und Kontakte jeglicher Art zwischen ihm und dem damaligen SPD-Pressesprecher Klaus Nilius sowie anderen Personen aus dem Umfeld der SPD und der Regierung untersucht werden. Es sollte auch geprüft werden, ob die Ergebnisse des Untersuchungsausschusses zur Barschel-Affäre ergänzt werden müssten. Die Untersuchungen ergaben keinen Anhaltspunkt dafür, dass die Gelder von der schleswig-holsteinischen SPD stammten. Zweifel an Jansens Darstellung verblieben. Vielmehr baute sich in der Öffentlichkeit der Verdacht auf, die Gelder seien Schmiergeldzahlungen gewesen.
Der Ausschuss ermittelte, dass die Kieler SPD-Spitze einschließlich Engholms bereits einige Tage vor der Landtagswahl 1987 gewusst hatte, dass die Bespitzelung Engholms aus der Staatskanzlei heraus initiiert worden war, und über Gegenmaßnahmen beraten hatte. Diese frühe Kenntnis hatten unter anderem Engholm und der damalige SPD-Pressesprecher Klaus Nilius bis dahin bestritten – auch vor dem Ausschuss zur Untersuchung der Barschel-Affäre. Engholm und Nilius hatten sich damit vermutlich der uneidlichen Falschaussage schuldig gemacht, blieben allerdings wegen Verjährung straffrei.
Der Ausschussvorsitzende, der spätere Landtagspräsident Heinz-Werner Arens (SPD), hielt die Zahlung für Schweigegeld für die Mitwisserschaft der SPD-Spitze.

## Politische Folgen
Sozialminister Jansen trat am 23. März 1993 von seinem Amt zurück. Engholm legte am 3. Mai 1993 alle Parteiämter nieder und trat als Ministerpräsident zurück. Als SPD-Kanzlerkandidat zur Bundestagswahl 1994, zu dem er zwischenzeitlich avanciert war, stand er ebenfalls nicht mehr zur Verfügung.